# 巴爾夫角
54°14′S 36°24′W / 54.233°S 36.400°W
巴爾夫角（英語：Barff Point）是南極洲的海岬，位於南喬治亞島，昆伯蘭灣入口處的東部，以英國皇家海軍上尉命名，該名上尉在薩福號船長的協助下繪畫昆伯蘭灣的地圖。